# 哈武戈
哈武戈（西班牙語：Jabugo，西班牙語發音：[xaˈβuɣo]）是西班牙安达卢西亚自治区韦尔瓦省的一个市镇。总面积25平方公里，总人口2550人（2001年），人口密度102人/平方公里。这里是西班牙伊比利亚火腿的著名产地。